# The Lost Vikings
The Lost Vikings (с англ. — «Потерявшиеся викинги») — видеоигра в жанре платформенной головоломки, разработанная Silicon & Synapse, Inc. и выпущенная Interplay в 1993 году. В 2003 году игра была портирована для Game Boy Advance компанией Vivendi Universal Games, Inc.
В 1997 году была выпущена вторая часть игры.

## Сюжет
Томатор, злой повелитель галактической империи крутонианцев (англ. croutonian), имел хобби — коллекционировал уникальные формы жизни. Однажды он решил пополнить свою коллекцию экземплярами с планеты Земля, для чего похитил трёх викингов. Они не растерялись и предприняли попытку побега из «зверинца», в результате чего очутились в неизвестном им пространстве и времени. Теперь они должны найти дорогу домой, в родную деревню, и расправиться с тем, кто заставил их бегать как угорелых через пространство и время.

## Персонажи
Главными героями являются трое викингов, обладающих уникальными способностями.
- Эрик Неуловимый (англ. Erik The Swift) — его отец был скороходом, его дед был скороходом, он прирождённый бегун и отличный прыгун в высоту, а кроме того — самопровозглашённый лидер компании.
- Олаф Толстый (англ. Olaf The Stout) — викинг-толстяк, который никогда не расстаётся со своим дубовым щитом, которым защищает себя и товарищей, а иногда использует как летательное средство (в качестве парашюта). Его щит способен остановить всё что угодно, от вражеских стрел и файерболов до свирепых динозавров и вооружённых лазером роботов. Очень чувствителен к шуткам по поводу своего веса.
- Балеог Свирепый (англ. Baleog The Fierce) — по его собственному утверждению, самый сильный среди викингов. Вооружён и очень опасен, в арсенале меч, лук и неограниченный запас стрел, позвояющий расправиться с врагами в ближнем бою и на дистанции.

## Игровой процесс

Игра на египетском уровне (версия для Mega Drive/Genesis). Каждый из трёх персонажей обладает уникальными способностями. На скриншоте викинг Эрик выполняет прыжок, позволяющий ему забраться на пальму или другие объекты

Каждый уровень игры представляет собой замкнутую локацию с расположенными на ней загадками, монстрами, бонусами и инвентарём, который может использоваться игроком для прохождения зоны. Цель игрока — вывести всех викингов живыми к табличке (двери или порталу) с надписью «Exit». Если хотя бы один из персонажей по пути к выходу гибнет, уровень придётся проходить с самого начала.
Вместо одного героя-протагониста, который умеет прыгать, бегать, стрелять, собирать предметы, нажимать кнопки и делать многое другое, разработчики ввели в игру трёх персонажей, каждый из которых обладает собственными уникальными способностями. Эрик умеет бегать и прыгать, а также, разогнавшись, пробивать головой стены. Олаф своим щитом блокирует атаки противника, а также использует его как парашют при падении с высоты или в качестве ступеньки, на которую может встать Эрик, чтобы добраться до более высоких платформ. Балеог уничтожает врагов, используя лук и меч, также он может, стреляя из лука, переключать удалённые рычаги и нажимать кнопки, расположенные вне досягаемости для других персонажей.
Такое разделение обязанностей требует от игрока определённой тактики, потому что викинги, несмотря на уникальные способности, которыми наделён каждый из них, могут представлять реальную силу только если использовать их совместно. Геймплей устроен таким образом, что решение загадок и прохождение уровня возможны только при комбинации способностей каждого из викингов. Предметы и рычаги, расположенные выше обычного, доступны одному викингу, если другой подсадит его на свой щит. При этом скорее всего окажется, что подобранный одним персонажем предмет (например, ключ) в силу особенности уровня доставить до места назначения (например, до запертой двери) сможет только другой, поэтому предусмотрена возможность обмена предметами между викингами (в том случае, если они находятся рядом друг с другом. У вас не выйдет передать предмет другому викингу, если тот расположен на другом конце уровня).
Самое распространенное действие в команде применяется при «зачистке» уровней — защищённый щитом Олаф выставляется в авангарде, Балеог под его прикрытием рубит врага или расстреливает из лука, хотя в некоторых ситуациях Балеог может остаться с монстром один на один (когда Олаф, к примеру, не может пройти к месту схватки).
Таким образом игровой процесс The Lost Vikings являет собой сбалансированную комбинацию платформенной аркады и квеста, требуя от игрока не только быстроты реакции и скорости нажатия кнопок, но и умения логически мыслить.

## Критика
| Сводный рейтинг       | Сводный рейтинг | Сводный рейтинг |
| Издание               | Оценка          | Оценка          |
| Издание               | GBA             | SNES            |
| --------------------- | --------------- | --------------- |
| GameRankings          | 76,62 %         |                 |
| Иноязычные издания    |                 |                 |
| Издание               | Оценка          | Оценка          |
| Издание               | GBA             | SNES            |
| 1UP.com               | B-              |                 |
| AllGame               | 3,5/5           |                 |
| GameSpot              | 7,1/10          |                 |
| GameSpy               | 86/100          |                 |
| IGN                   | 8,5/10          | 8,5/10          |
| Nintendo World Report | 7,5/10          |                 |
| Русскоязычные издания |                 |                 |
| Издание               | Оценка          | Оценка          |
| Издание               | GBA             | SNES            |
| «ЛКИ»                 |                 | 9/10            |
| «Страна игр»          | 9/10            |                 |